# پیت ورنینک
پیت ورنینک (انگلیسی: Piet Wernink; ۱ آوریل ۱۸۹۵ – ۲۹ نوامبر ۱۹۷۱) قایقران قایق بادبانی اهل هلند بود.